# Hypselothyrea breviscutellata
Hypselothyrea breviscutellata är en tvåvingeart som beskrevs av Oswald Duda 1928. Hypselothyrea breviscutellata ingår i släktet Hypselothyrea och familjen daggflugor. Inga underarter finns listade i Catalogue of Life.